# Воронцов, Александр Емельянович
Александр Емельянович Воронцов — советский хозяйственный, государственный и политический деятель.

## Биография
Родился в 1903 году в Одессе. Член КПСС.
Участник Гражданской войны. С 1930 года — на хозяйственной, общественной и политической работе. В 1930—1954 гг. — руководитель геологоразведочной экспедиции, один из первооткрывателей медно-никелевых месторождений горы Рудной, Угольного и Медвежьего ручьёв в Норильском рудном районе, главный инженер «Норильскстроя», начальник геологической службы Норильского комбината.
За открытие, разведку и промышленное освоение новых рудных районов и месторождений урана в Чехословакии с массовым применением скоростных методов проходки горных выработок был в составе коллектива удостоен Сталинской премии 3-й степени 1951 года.
Почётный гражданин города Норильска (1975).
Умер в Москве после 1975 года.